# 弗朗切斯科一世 (两西西里)
方濟各一世（Francesco I，1777年8月19日—1830年11月8日），全名弗朗切斯科·雅納略·朱塞佩·萨维里奥·乔瓦尼·巴蒂斯塔·迪·波旁（Francesco Gennaro Giuseppe Saverio Giovanni Battista di Borbone），两西西里王国第二任国王，1825年至1830年在位。

## 生平

### 早年生活

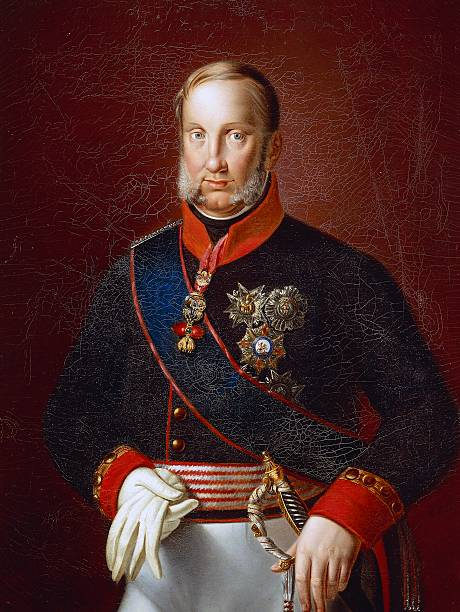
两西西里国王弗朗切斯科一世

弗朗切斯科·真纳罗是那不勒斯和西西里国王费迪南多一世与王后奥地利的玛丽亚·卡罗琳娜女大公的次子，他的阿姨就是揮霍無度、奢侈浪費的瑪麗·安托瓦內特，1777年8月14日生于那不勒斯王国首都那不勒斯。1778年12月17日，弗朗切斯科·真纳罗的长兄卡拉布里亚公爵卡洛去世，他成为那不勒斯和西西里的王位继承人。
拿破仑战争时期，弗朗切斯科·真纳罗跟随父亲逃亡西西里岛。驻扎西西里岛的英军统帅威廉·本廷克爵士按英法模式制定了宪法，并使弗朗切斯科·真纳罗的父亲国王费迪南多放弃权利。弗朗切斯科·真纳罗1812年1月12日成为王国摄政。
拿破仑倒台之后，费迪南多一家返回那不勒斯，并废止了西西里宪法。1816年，他将那不勒斯和西西里合并为两西西里王国，称两西西里国王费迪南多一世。弗朗切斯科·真纳罗被封为卡拉布里亚公爵，成为两西西里王国的继承人。
作为王位继承人，弗朗西斯科·真纳罗主张自由主义的思想。1820年革命时期，他接受了新宪法。
1825年1月4日，弗朗西斯科·真纳罗的父亲去世，他继承王位，称两西西里国王弗朗西斯科一世。

### 统治期间
继承王位后的弗朗切斯科一世露出了保守的真面目。他很少关心政务，政务全由亲信和警察机构所掌握。他与情妇们一起生活，被士兵保护着，因为怕遭到暗杀。
1828年，奇伦托爆发起义，前自由党人德尔卡莱托侯爵（Marchese Delcarretto）镇压了起义。
弗朗切斯科一世统治的六年中，经济和科技有所发展，政治相对平静。
1830年11月8日，弗朗切斯科一世在那不勒斯去世，终年53岁，次子费迪南多继承了他的王位。

## 婚姻与子女

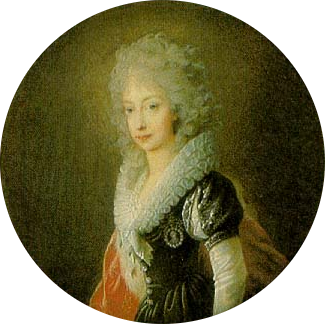
弗朗切斯科一世的第一任妻子玛丽亚·克莱曼丁娜

1790年，弗朗切斯科在维也纳与神圣罗马皇帝利奥波德二世的女兒是其表姐的瑪麗亞·克萊曼丁娜结婚，兩人共有一子一女：
- 长女瑪麗亞·卡罗琳娜（Maria Carolina，1798年11月5日—1870年4月17日），1816年與貝里公爵夏爾-斐迪南結婚
- 长子费迪南多（Ferdinando，1800年8月27日—1801年7月1日），夭折

玛丽亚·克莱曼丁娜去世后，弗朗切斯科一世于1802年在巴塞罗那与西班牙国王卡洛斯四世的女兒玛丽亚·伊莎贝尔结婚，兩人共有六子六女：
- 次女路易莎·卡洛塔（Luisa Carlotta，1804年10月24日—1844年1月29日），1819年與西班牙的法蘭西斯科·德·保拉結婚
- 三女玛丽亚·克里斯蒂娜（Maria Cristina，1806年4月27日—1878年8月22日），1829年與西班牙国王斐迪南七世结婚，成為西班牙王后
- 次子费迪南多（Ferdinando，1810年1月12日—1859年3月22日），弗朗切斯科一世的继承人，1830年继位
- 三子卡洛·费迪南多（Carlo Ferdinando，1811年11月10日—1862年4月22日），卡普阿亲王
- 四子利奥波多（Leopoldo，1813年5月22日—1860年12月4日），叙拉古伯爵
- 四女玛丽亚·安東妮亞（Maria Antonia，1814年12月19日—1898年11月7日），1833年与托斯卡纳大公利奥波多二世结婚，成為托斯卡納大公夫人
- 五子安东尼奥（Antonio，1816年9月23日—1843年1月12日），莱切伯爵
- 五女玛丽亚·艾瑪莉亞（Maria Amalia，1818年2月25日—1857年11月6日），1832年与葡萄牙和西班牙的塞巴斯蒂安王子（英语：Infante Sebastian of Portugal and Spain）結婚
- 六女玛丽亚·卡罗琳娜（Maria Carolina，1820年11月29日—1861年1月14日），1850年与卡洛斯黨王位觊觎者卡洛斯王子结婚
- 七女特蕾莎·克里斯蒂娜（Teresa Cristina，1822年3月14日—1889年12月28日），1843年与巴西皇帝佩德罗二世结婚，成為巴西皇后
- 六子路易吉（Luigi，1824年7月19日—1897年3月5日），阿奎拉伯爵
- 七子弗朗切斯科（Francesco，1827年8月13日—1892年9月24日），特拉帕尼伯爵

## 祖辈
弗朗切斯科一世的三代祖辈详见下表：
| 两西西里国王弗朗切斯科一世 | 父亲： 两西西里国王费迪南多一世    | 祖父： 西班牙国王卡洛斯三世        | 祖父之父： 西班牙国王費利佩五世                       |
| 两西西里国王弗朗切斯科一世 | 父亲： 两西西里国王费迪南多一世    | 祖父： 西班牙国王卡洛斯三世        | 祖父之母： 帕尔马的埃麗莎貝塔·法爾內塞                |
| 两西西里国王弗朗切斯科一世 | 父亲： 两西西里国王费迪南多一世    | 祖母： 萨克森的玛丽亚·阿玛莉亞     | 祖母之父： 波兰国王奥古斯特三世                       |
| 两西西里国王弗朗切斯科一世 | 父亲： 两西西里国王费迪南多一世    | 祖母： 萨克森的玛丽亚·阿玛莉亞     | 祖母之母： 奥地利女大公玛丽亚·约瑟法                  |
| 两西西里国王弗朗切斯科一世 | 母亲： 奥地利女大公瑪麗亞·卡羅琳娜 | 外祖父： 神圣罗马皇帝法蘭茲一世    | 外祖父之父： 洛林公爵利奥波德                         |
| 两西西里国王弗朗切斯科一世 | 母亲： 奥地利女大公瑪麗亞·卡羅琳娜 | 外祖父： 神圣罗马皇帝法蘭茲一世    | 外祖父之母： 奥尔良的伊丽莎白·夏洛特                  |
| 两西西里国王弗朗切斯科一世 | 母亲： 奥地利女大公瑪麗亞·卡羅琳娜 | 外祖母： 奥地利女大公玛丽亚·特蕾莎 | 外祖母之父： 神圣罗马皇帝查理六世                     |
| 两西西里国王弗朗切斯科一世 | 母亲： 奥地利女大公瑪麗亞·卡羅琳娜 | 外祖母： 奥地利女大公玛丽亚·特蕾莎 | 外祖母之母： 不伦瑞克-沃尔芬比特尔的伊丽莎白·克莉絲汀 |